# Hiroyasu Kawakatsu
Hiroyasu Kawakatsu (født 19. september 1975) er en tidligere japansk fodboldspiller.
Han har spillet for flere forskellige klubber i sin karriere, herunder Kyoto Purple Sanga.